# Thái Bình (Stadt)
Thái Bình ist eine Stadt in der Provinz Thái Bình in Vietnam. Die Stadt liegt 107 km von Hanoi entfernt. Beim Zensus 2009 lag die Einwohnerzahl der Kernstadt bei 106.915 (Zensus 1999: 62.719). Die bezirksfreie Stadt Thái Nguyên hatte 2009 eine Einwohnerzahl von 182.982. Die Stadt bildet den Sitz der Verwaltung der gleichnamigen Provinz Thái Bình. Die Stadt hat seit 2004 das Stadtrecht und besitzt den Status einer Provinzstadt der 2. Klasse.

## Geschichte
Im 10. Jahrhundert war das Gebiet die Domäne des Tran-Clans, der zu Beginn des 13. Jahrhunderts zu der Trần-Dynastie wurde welche, für fast 200 Jahre über Vietnam herrschte. Die Stadt Thái Bình (chinesisch-vietnamesisch: 太平) entstand in der Nähe der 1061 errichteten Pagode Keo.
Bevor der Premierminister des Landes sie im Juni 2004 zur Stadt erklärte, war Thai Binh offiziell eine Town (Kleinstadt). Die Stadt ist das Zentrum der Wirtschaft und Kultur der Provinz.

## Wirtschaft
Die umliegende Region ist ein dicht besiedeltes und intensiv bewirtschaftetes Tiefdelta. Sie ist einer der Getreidespeicher des Landes. Durch ein ausgedehntes Bewässerungsnetz kann pro Jahr zweimal Reis geerntet werden. Andere Ernten schließen Süßkartoffeln, Wasserbrotwurzel, Mais, Zuckerrohr, Jute, Maulbeeren und Binsen ein; Schweine und Geflügel werden ebenfalls gehalten.

## Bildung
Das Thai Binh Medical College gilt als eines der qualitativ hochwertigsten medizinischen Hochschulen in Vietnam.

## Galerie

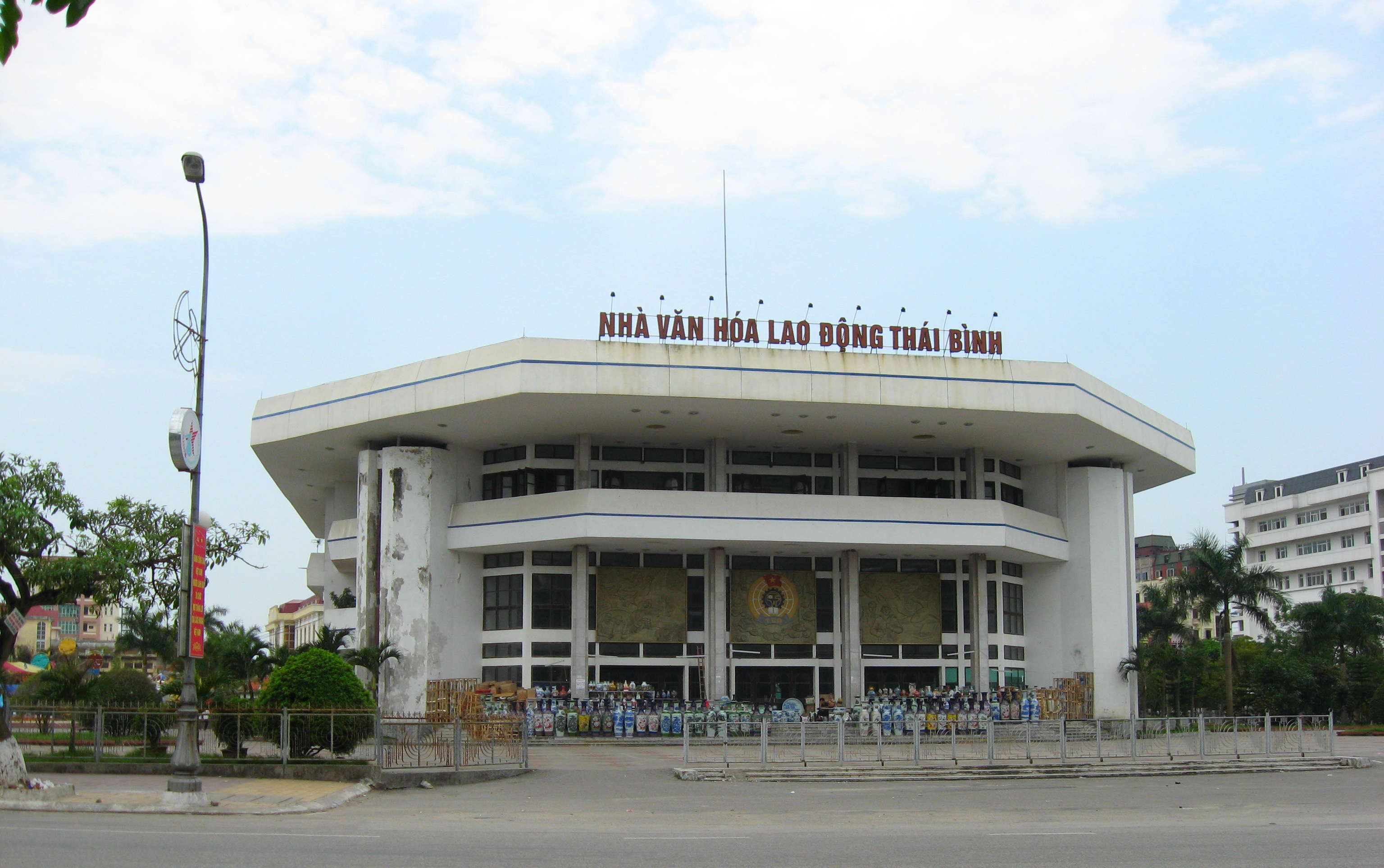
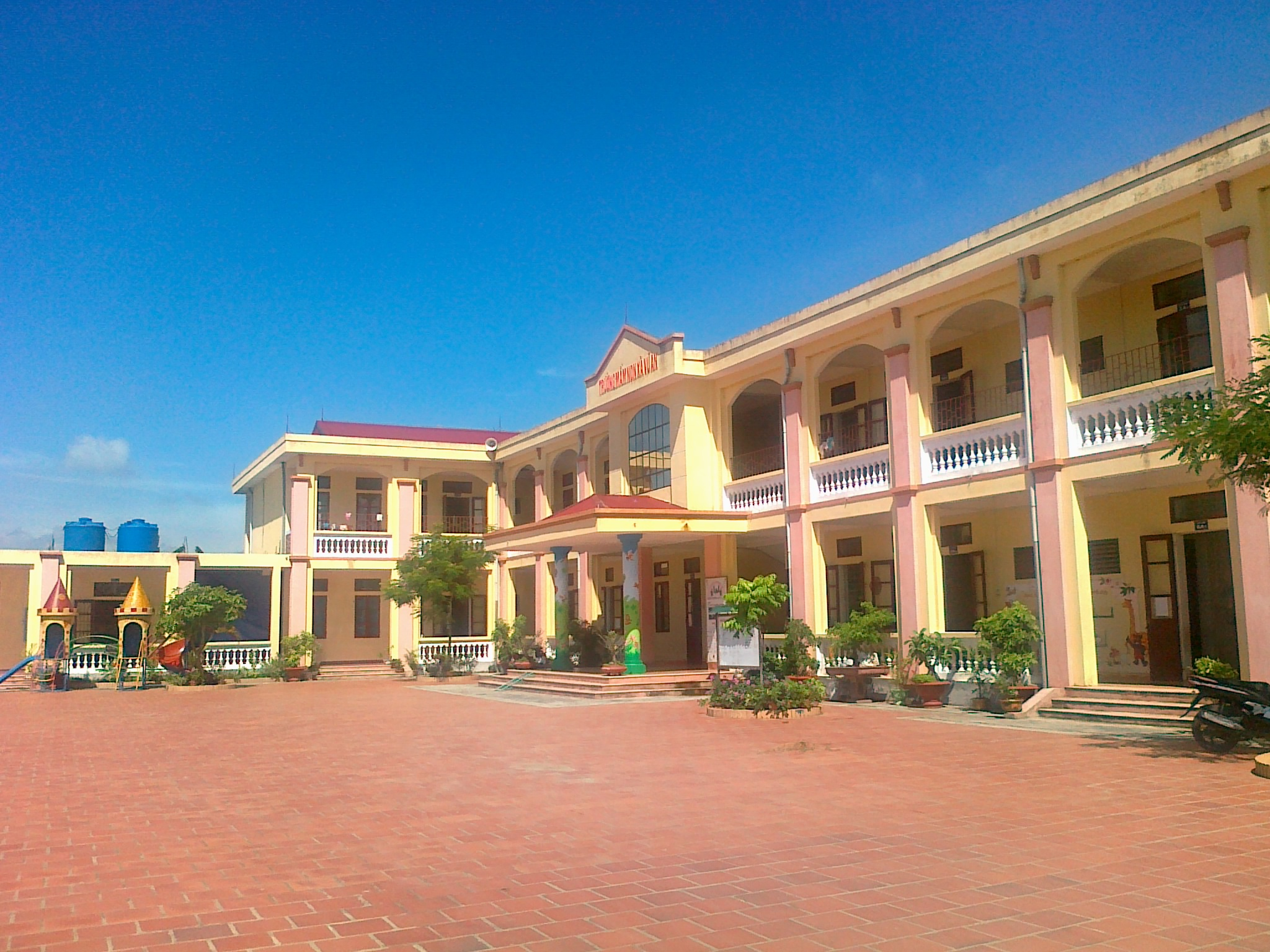
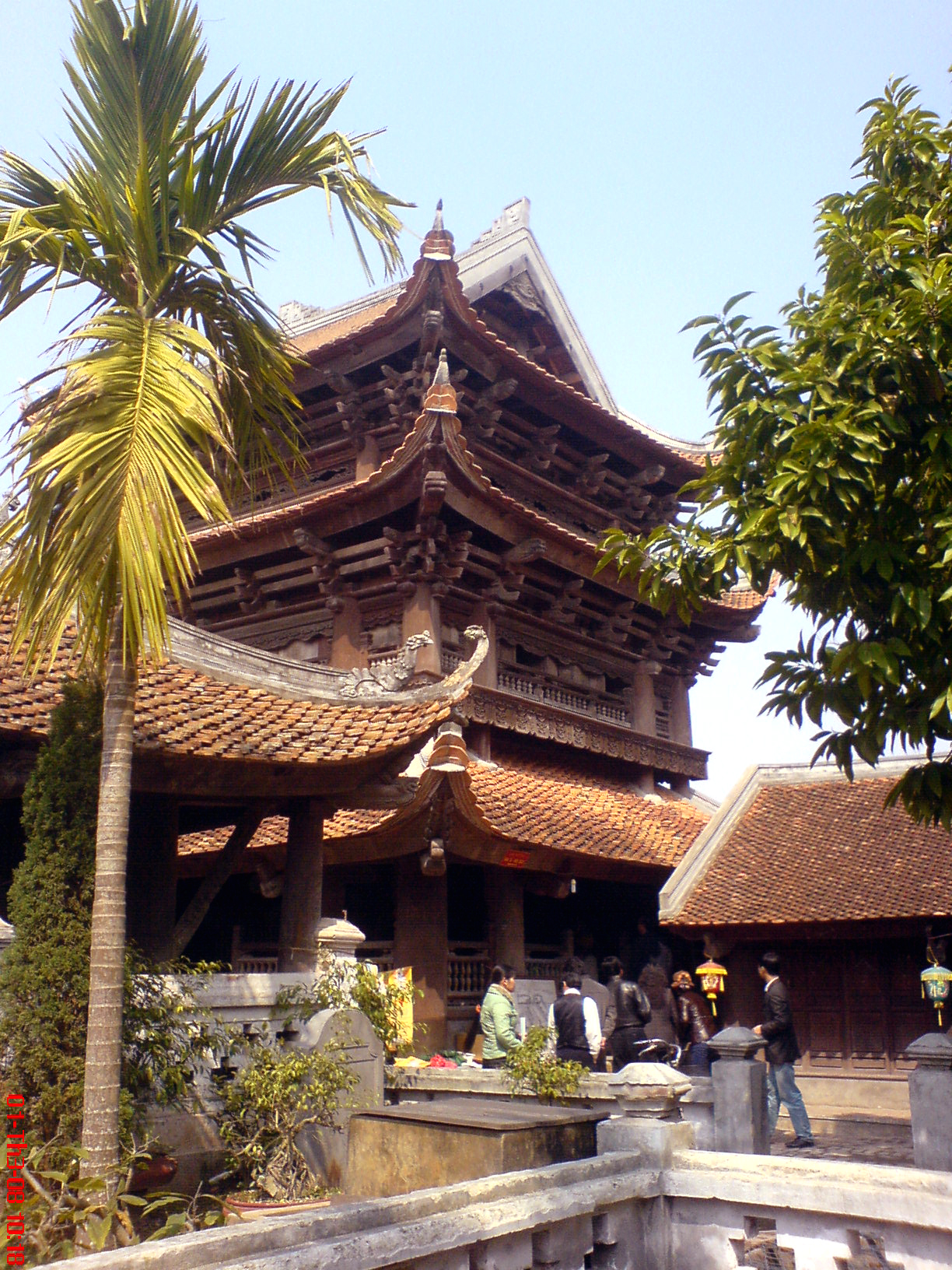
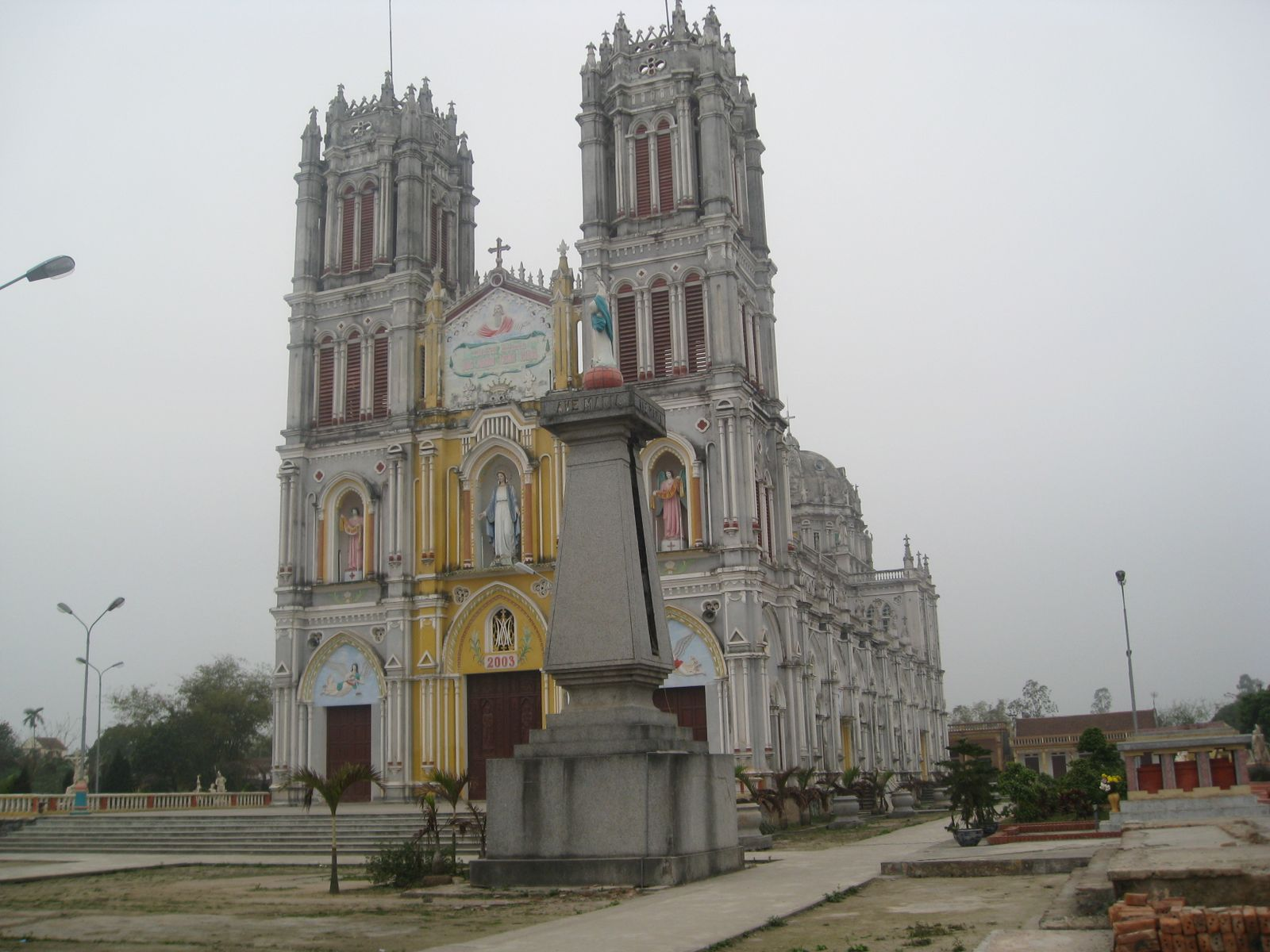

## Persönlichkeiten
- Trần Minh Vương (* 1995), Fußballspieler
- Đoàn Văn Hậu (* 1999), Fußballspieler